# Liga a IV-a Suceava
Liga a IV-a Suceava este principala competiție fotbalistică din județul Suceava, organizată de Asociația Județeană de Fotbal (AJF) Suceava, situată în al patrulea eșalon al sistemului de ligi al fotbalului românesc.
Competiția este disputată de un număr variabil de echipe, în funcție de numărul echipelor retrogradate din Liga a III-a, al celor promovate din Liga a V-a Suceava, precum și al echipelor care se retrag sau se înscriu în competiție. Campioana poate sau nu să promoveze în Liga a III-a, în funcție de rezultatul barajului de promovare disputat împotriva campioanei dintr-o serie județeană vecină.

## Istoric
În 1968, în urma noii reorganizări administrative și teritoriale a țării, fiecare județ a înființat propriul campionat de fotbal, integrând echipele din fostele campionate regionale, precum și echipele care concurau anterior în competițiile orășenești și raionale. Proaspăt înființatul Campionat Județean Suceava a fost pus sub autoritatea nou-înființatului Consiliu Județean pentru Educație Fizică și Sport (CJEFS) Suceava.
De atunci, structura și organizarea Ligii a IV-a Suceava, la fel ca în cazul multor alte campionate județene, au suferit numeroase schimbări. Între 1968 și 1992, principala competiție județeană a fost cunoscută sub numele de Campionatul Județean. Între 1992 și 1997, a fost redenumită Divizia C – Faza Județeană, apoi Divizia D, începând cu anul 1997, iar din 2006 este cunoscută ca Liga a IV-a.

## Lista campioanelor

### Campionatul Regional Suceava
| Ed. | Sezon   | Campioană                     |
| --- | ------- | ----------------------------- |
| 1   | 1951    | Dinamo Fălticeni              |
| 2   | 1952    | Știința Câmpulung Moldovenesc |
| 3   | 1953    | Spartac Burdujeni             |
| 4   | 1954    | Avântul Fălticeni             |
| 5   | 1955    | Dinamo Dorohoi                |
| 6   | 1956    | Textila Botoșani              |
| 7   | 1957–58 | Minerul Câmpulung Moldovenesc |
| 8   | 1958–59 | Minerul Vatra Dornei          |
| 9   | 1959–60 | Unirea Botoșani               |
| 10  | 1960–61 | ASM Rădăuți                   |
| 11  | 1961–62 | Unirea Botoșani               |
| 12  | 1962–63 | Dinamo Suceava                |
| 13  | 1963–64 | Siretul Rădăuți               |
| 14  | 1964–65 | Minobrad Vatra Dornei         |
| 15  | 1965–66 | Textila Botoșani              |
| 16  | 1966–67 | Minerul Fundu Moldovei        |
| 17  | 1967–68 | Minerul Gura Humorului        |

### Campionatul Județean Suceava
| Ed.                  | Sezon                | Campioană                      |
| Campionatul Județean | Campionatul Județean | Campionatul Județean           |
| -------------------- | -------------------- | ------------------------------ |
| 1                    | 1968–69              | Bradul Chimia Vama             |
| 2                    | 1969–70              | Avântul Rădăuți                |
| 3                    | 1970–71              | Avântul Frasin                 |
| 4                    | 1971–72              | Străduința Suceava             |
| 5                    | 1972–73              | Metalul Rădăuți                |
| 6                    | 1973–74              | Foresta Moldovița              |
| 7                    | 1974–75              | Progresul Fălticeni            |
| 8                    | 1975–76              | Sportul Muncitoresc Suceava    |
| 9                    | 1976–77              | Zimbrul Suceava                |
| 10                   | 1977–78              | Avântul Gălănești              |
| 11                   | 1978–79              | Unirea Siret                   |
| 12                   | 1979–80              | Unirea Siret                   |
| 13                   | 1980–81              | CFR Suceava                    |
| 14                   | 1981–82              | Zimbrul Siret                  |
| 15                   | 1982–83              | Avântul Gălănești              |
| 16                   | 1983–84              | Viitorul Câmpulung Moldovenesc |
| 17                   | 1984–85              | Filatura Fălticeni             |
| 18                   | 1985–86              | Unirea Emil Bodnăraș           |
| 19                   | 1986–87              | Filatura Fălticeni             |
| 20                   | 1987–88              | Rapid Stimas Suceava           |
| 21                   | 1988–89              | Minerul Crucea                 |
| 22                   | 1989–90              | Unirea Emil Bodnăraș           |
| 23                   | 1990–91              | Minerul Crucea                 |
| 24                   | 1991–92              | Bucovina AMG Suceava           |

| Ed.                        | Sezon                      | Campioană                    |
| Divizia C – Faza Județeană | Divizia C – Faza Județeană | Divizia C – Faza Județeană   |
| -------------------------- | -------------------------- | ---------------------------- |
| 25                         | 1992–93                    | Minerul Gura Humorului       |
| 26                         | 1993–94                    | Steaua Minerul Vatra Dornei  |
| 27                         | 1994–95                    | Zimbrul Siret                |
| 28                         | 1995–96                    | ASA Câmpulung Moldovenesc    |
| 29                         | 1996–97                    | Bucovina Rădăuți             |
| Divizia D                  |                            |                              |
| 30                         | 1997–98                    | Unirea Milișăuți             |
| 31                         | 1998–99                    | Șoimii Preutești             |
| 32                         | 1999–00                    | Zimbrul Siret                |
| 33                         | 2000–01                    | Bucovina Rădăuți             |
| 34                         | 2001–02                    | Filatura Fălticeni           |
| 35                         | 2002–03                    | Șoimii Suceava               |
| 36                         | 2003–04                    | Dorna Vatra Dornei           |
| 37                         | 2004–05                    | Viitorul Liteni              |
| 38                         | 2005–06                    | Juventus Fălticeni           |
| Liga a IV-a                |                            |                              |
| 39                         | 2006–07                    | Rarăul Câmpulung Moldovenesc |
| 40                         | 2007–08                    | Rapid CFR Suceava            |
| 41                         | 2008–09                    | CS Gura Humorului            |
| 42                         | 2009–10                    | Foresta Mălini               |
| 43                         | 2010–11                    | Sporting Suceava             |
| 44                         | 2011–12                    | Bucovina Frătăuții Noi       |
| 45                         | 2012–13                    | FC Pojorâta                  |
| 46                         | 2013–14                    | Bradul Putna                 |

| Ed. | Sezon   | Campioană             |
| --- | ------- | --------------------- |
| 47  | 2014–15 | Bucovina Pojorâta II  |
| 48  | 2015–16 | Șomuz Fălticeni       |
| 49  | 2016–17 | Bucovina Rădăuți      |
| 50  | 2017–18 | Șomuz Fălticeni       |
| 51  | 2018–19 | Viitorul Liteni       |
| 52  | 2019–20 | Siretul Dolhasca      |
| 53  | 2020–21 | Viitorul Liteni       |
| 54  | 2021–22 | Juniorul Suceava      |
| 55  | 2022–23 | Viitorul Liteni       |
| 56  | 2023–24 | Șoimii Gura Humorului |
| 57  | 2024–25 | Cetatea Suceava       |